# 小鱗刺鯿
刺歐鯿（学名：Acanthalburnus microlepis）為輻鰭魚綱鯉形目鯉科的其中一種，分布於俄羅斯聯邦、喬治亞、亞美尼亞、亞塞拜然及伊朗間的庫拉河-阿拉斯河流域，為特有種，體長可達25公分，棲息在中底層水域。
其种加词“microlepis”意为“细鳞的”。